# شاكر مصطفى
شاكر مصطفى (1921 - 31 مارس 1997م)، باحث ومؤرّخ ومحقق ومترجم سوري، لقبه النقاد والباحثون بأديب المؤرخين ومؤرخ الأدباء.

## حياته ودراسته
ولد شاكر مصطفى بدمشق، ونشأ في بيئة شعبية فقيرة، وسهر وتعب وناضل حتى فاز بالشهادة الثانوية عام 1939، وأوفد للدراسة في مصر عام 1943 لفوزه في مسابقة علمية، فنال الإجازة في التاريخ من جامعة فؤاد الأول (القاهرة) سنة 1945. لما عاد عمل في التدريس في ثانويات دمشق، ثم أصبح مديرًا لمعارف حوران، ثم مديرًا لدار المعلمين، فأمينًا لجامعة دمشق، ما بين 1945- 1955. وفي تلك الحِقبة خاض العمل السياسي وشارك فيه مشاركة واضحة، كاتبًا ومعارضًا وذا رأي في الصراع القومي.
أرسل سنة 1956 مستشارًا ثقافيًا إلى مصر، ثم أوفد إلى السودان قائمًا بالأعمال سنة 1957، ثم نقل وزيرًا مفوضًا في بوغوتا عاصمة كولومبيا عام 1958، ثم قنصلًا عامًا في ساو باولو بالبرازيل سنة 1961، وبقي فيها قنصلًا حتى سنة 1963، وقد أتقن في أثنائها اللغتين الإسبانية والبرتغالية إلى جانب اللغتين الفرنسية والإنكليزية، ولكنَّه كره السلك الدبلوماسي كله، إذ رآه نفاقًا مهذبًا وضياع وقت، فاختار العودة إلى بلاده، فصار مديرًا عامًا للشؤون السياسية في وزارة الخارجية السورية، وأمينًا عامًا بالوكالة إلى أن اختير وزيرًا للإعلام سنة 1965، على غير رغبةٍ منه.
في أغسطس (آب) سنة 1966 أتته الدعوة إلى الكويت، ولم تكن جامعة الكويت قد افتتحت أبوابها بعد، فشارك في التدريس بها مع غيره ممن افتتحوا تلك الأبواب وبقي يدرس فيها التاريخ العربي الإسلامي خمسًا وعشرين سنة نال فيها الدكتوراه سنة 1970 من جامعة جنيف، وكانت أطروحته بالفرنسية بعنوان «مؤرخو العصر السلجوقي الأيوبي» وكان له برنامج يومي في إذاعة الكويت (عنوانه: اعرف عدوَّك) جذب الناس إليه، وقبل وفاته دُعي إلى الكويت وكُرِّم فيها.
جَمَعَ شاكر مصطفى في شخصه سِمَتي الأَديب والعالم فقد ميَّز لنا بَيْنَ العملين الأَدبي والعلمي، وبَيَّنَ صفات كلٍّ من الفنِّ والعلم، كاشفًا عن طبيعة الظَّواهر العلميَّة وآليَّات التَّعامل مع كلِّ ضرب منها، مُظهرًا سِمات الصُّور الفنِّيَّة والجماليَّة وكيفيَّة التعامل معها. وأكَّدَ وشاجة العلائق بَينَ الفنِّ أَو الأَدب والبيئة الطَّبيعية والاجتماعيَّة، مبيِّنًا صعوبة فهم أدب أمَّةٍ ما أو مجتمع ما بعيدًا عن البيئة الطبيعيَّة والاجتماعيَّة التـي ولد فيها، فيقول في مقدمة كتابه «الأَدب في البرازيل»: «أَردتُ أَن أُلقي القارئ في أَجواء البرازيل الحارَّة، أَن أَنثرها أَمامه، في غاباتها الوحشيَّة، وعَبْرَ سَمَائِها ذات الزرقة اللازورديَّة، وعلى آفاقها في بعدها اللانهائيِّ، وبَيْنَ ناسها الذين تختلط فيهم كلُّ ملامح البشر وكلُّ ألوان البشر… من دون هذه الأَجواء لا تستطيع فهم البرازيل والنَّفَاذَ إلى أَدب البرازيل الحار القلق».
أَمَّا العلاقة بَينَ الفنَّان وفنِّه، والأَديب وأَدبه، فإنَّه يرى أَنَّ الإبداع الأَدبي أَو الفنِّي إفصاح عن مكنونات الذات واختلاجات أَعماقها، ولكنَّه - ويكاد يتفرَّد في هذا الرَّأي الطَّريف الأَصيل - يرى أَنَّ الإبداع ضربٌ من تحرير الذَّات، نوعٌ من الانعتاق من إسار الغموض
والضَّبابية التي تعتلج فيها الأَفكار والمشاعر.

## عن مؤلفاته
في عام 1958 وضع شاكر مصطفى كتابه المهمَّ «محاضرات في القصة السورية حَتَّى الحرب العالميَّة الثَّانية»، وحينها لم يكن هناك ذلك النِّتاج الأَدبي اللازم والكافي في هذا الجنس الأَدبي الذي زَعَمَ بعض النُّـقَّاد أَنَّه كان وليداً جديداً. ولذلك كانت خطوته بمنزلة المغامرة، أَو الوثبة في المجهول، لأَنَّ أَيَّاً من النُّـقَّاد لم يكن ليفكر بخوض غمار مثل هذا المشروع الكبير في فنٍّ لم ينل شهادة الميلاد الرَّسمية، ولم يُعترف به جنساً أَدبياً له الحقُّ في الوجود.
والحقُّ أَنَّ شاكر لم يكن يفكِّر على هذا النَّحو، لأَنَّ له رأياً آخر يختلف عمَّا ذهب إليه كثيرون، لقد أَكَّد أَنَّ القصَّة والرواية ليستا وليدتين ولا دخيلتين على تراثنا وأَدبنا، فلنا فنُّنا القصصي المتميز بأسلوبه وخصائصه وسماته التي تجعله الابن الشرعي للأَدب العربي، أَمَّا الفنُّ الذي يطنب النُّقَّاد في الحديث عن حداثته وولادته الحديثة في تاريخنا العربي فهو دخيل لأَنَّه ابن الحضارة الغربية المولود على الأَرض العربية، وفي ذلك يقول: «القصَّة ليست جديدة في الأَدب العربي، والجديد فيها اليوم، والدَّخيل أَيضاً، هو هذا النَّهج الغربي في العرض والأَداء، ونحن حقَّاً قد اقتبسناه مع السترة والبنطال، وأَظنُّ الدكتور العجيلي يوافقني على أَنَّه ليس من الضروري أَن ينطبق نهج أُمَّة في النتاج الأَدبي مع نهج أُخرى، وليس عدلاً أَن نقيس جاحظ القرن التاسع أَو حريري القرن العاشر في الحضارة العربية بتشيخوف القرن التاسع عشر وبيرك بول القرن العشرين في حضارة الغرب».
لعلَّ أكثر إنجازاته أهميَّة هي مشروعه الضَّخم المعنون بـ:«التَّاريخ العربي والمؤرِّخون»، الذي صدر الجزء الأَوَّل منه عام 1978م، هذا الكتاب الذي يجعلنا نَسِم شاكر مصطفى بأَنَّه مؤرِّخ المؤرِّخين بحق. تظهر أَهمِّية هذا الكتاب في عدَّة سمات لعلَّه الوحيد الذي تفرَّد ببعضها، فهو موسوعة تكاد تكون شاملة، أتى فيها على المؤرِّخين والمتحدِّثين في التَّاريخ العربيِّ الإسلاميِّ وعددٍ هائلٍ من المؤلَّفات التي
أَناطت هذا المجال بعنايتها. وقد بَيَّنَ شاكر ما دفعه إلى القيام بهذا العمل الجادِّ الأَصيل، مبرزاً أَوَّلاً دور العرب في ولادة علم التَّاريخ وتطوَّره ونمائِه، وإسهامهم الجليل فيه من خلال المؤلَّفات الضَّخمة والهائلة التي قدَّمها العرب على نحوٍ لم يشهد له التَّاريخ مثيلاً حتَّى العصر الحديث، وليقدِّمَ من خلال ذلك أَيضاً الدَّليل القطعيَّ على أنَّ التَّاريخ لـم يشهد أُمَّة تهتمُّ بالتَّاريخ كما اهتمَّت به الأُمَّة العربيَّة. وليكون هذا الكتاب من ثمَّ الدَّليل والمرشد المهمَّ جدَّاً للباحثين والمهتمِّين بالتَّاريخ العربيِّ الإسلاميِّ، بما سرده وعرَّف به من مصادر ومؤلِّفين.
ولم يغفل المؤلِّف عن الاعتراف بفضل سابقيه والحديث عن انجازاتهم من العرب وغير العرب، وليعلن بتواضعٍ أَنَّ كتابه ليس إلاَّ محاولة تطمح بكثير من التواضع أَن ترسم بعض الخطوط والملامح في تأريخ علم التاريخ، وأَن تكون نوعاً من المصباح الهادئ لفهم المصادر التاريخيَّة في معارجها ومسالكها.
يرى كثيرون أَنَّ التَّاريخ هو نهر الزَّمن المتدفِّق من الأَزل إلى الأَبد، ولكن شاكر مصطفى يرفض هذا المفهوم، وقبل أَن يقدِّم لنا تعريفه للتاريخ يعلِّق على هذا المفهوم بقوله: «إنِّي أَشكُّ في أَنَّ الزمن هو الذي يمرُّ بنا نحن بني البشر، وأَرى بالعكس تماماً أَنَّنا نحن الذين
نمرُّ به، نحن الذين نقطع هذا الذي نسمِّيه زمناً وتاريخاً وصيرورة، وأَزلاً وأَبداً».
التاريخ عند شاكر مصطفى علم وفنٌّ بآن معاً؛ علم لأَنَّه ليس أَيَّ عمل اعتباطي، عشوائي، يسطِّر الأَحداث كيفما اتفق، إنَّه علم له أُصوله وقواعده ومناهجه، وهو فنٌّ لأَنَّه يعيد بناء الماضي بطريقة نوعيَّة متميِّزة، وفي ذلك يقول: «أَعني بكلمة تاريخ تدوين التاريخ وكتابته، أَعني تلك العملية الإنسانية البحتة التي يسجِّل بها البشر في الصحف وعلى الآثار، ويعيدون عن طريقها تذكُّرهم لما يسمَّى بالماضي، ويعيدون بناء هذا الماضي، هذه العملية التي لا يقوم بها إلاَّ الإنسان وحده بين المخلوقات، ولعلَّها هي أَساس الحضارة الأَوَّل بشكلها التراكمي، ولعلَّها هي ما نسمِّيه بالتقدُّم الإنساني… ولذلك نستطيع القول: سمِّي الإنسان عاقلاً لأَنَّه مؤرِّخ».
وانطلاقاً من هذا المفهوم أَراد شاكر مصطفى كتابة التاريخ، في حين فهمه الآخرون على أَنَّه يريد إعادة كتابة التاريخ، ولذلك كان
يؤكِّد دائماً أَنَّ تاريخنا لم يكتب بعد وإن كان قد دوِّن، وفي ذلك يقول: «قد تكون مفردات هذا التاريخ، مواده الأَوَّليَّة، عناصره المكوِّنة، موجودة قد دوِّنت، أمَّا التاريخ نفسه فلم يكتب ببناء تاريخي متكامل حي، أَرأيت لو جَمَعتُ لك من الحديد والإسمنت والرَّمل والحجارة أكواماً، أَتسمِّي ذلك بناءً؟ أَتقبله ولو عشَّاً أو كوخاً لا قصراً؟ تلك في اعتقادي هي الصُّورة… تدوين التاريخ شيء
وكتابته شيء آخر».

## آثاره
مئات المقالات والأبحاث المنشورة في الصّحف والمجلات العربية، ولكن تكفي الإشارة إلى الكتب المنشورة، فمنها ما هو مشترك مع غيره ككتاب «معالم الحضارات» بالاشتراك مع أنور الرفاعي، وكتاب «الثقافة العربية والاعتماد على الذات» بالاشتراك مع فؤاد .;vdh،
ومنها ما انفرد بتأليفه؛ وهي كتب كثيرة تنوعت موضوعاتها فكان بعضها في الأدب وبعضها في التاريخ، يُذكر منها:
- كتاب «محاضرات عن القصة في سورية حتى الحرب العالمية الثانية»،
- «معنى السلام عند إسرائيل؛ ماذا تريد إسرائيل؟»،
- «التاريخ العربي والمؤرخون»،
- «الأدب في البرازيل».[3]
- «الأندلس في التاريخ»،
- «موسوعة العالم الإسلامي ورجالها»،
- «بين الأدب والتاريخ»،
- «المنسيون في التاريخ»،
- «المظلومون في التاريخ»،
- «اليتامى في التاريخ»،
- «في التاريخ الإسلامي»،
- «المدن في الإسلام حتى العصر العباسي»،
- «من ذكريات الغزو الفرنجي؛ وجوه من العهد الصليبي»،
- «في ركب الشيطان»،
- «صلاح الدين الفارس المجاهد والملك الزاهد المفترى عليه»،
- «حضارة الطين»،
- «من الغزو الصليبي إلى الغزو الصهيوني وبالعكس»،
- «هجرة في الجرح: تأملات في أعمال حلمي الزواتي الشعرية الكاملة».

وغيرها كثير.

## رابط خارجي
نقلاً عن مقابلة أجريت معه في جريدة الثورة السورية العدد: 327